# Aina mun pitää
Aina mun pitää (in italiano "Devo sempre", in IPA /ˈɑinɑ ˈmun ˈpit̪æː/) è un singolo del gruppo musicale punk rock finlandese Pertti Kurikan Nimipäivät, pubblicato il 13 gennaio 2015 in formato digitale e il 30 gennaio in vinile a 7" dalla Sony Music.

## Successo commerciale
Il gruppo ha partecipato con questo brano all'edizione del 2015 dell'Uuden Musiikin Kilpailu, risultando vincitori e rappresentando così la Finlandia all'Eurovision Song Contest del 2015. Secondo il giornale britannico The Independent, il gruppo vuole aumentare la sensibilizzazione sulla sindrome di Down. Infatti i membri del gruppo credono di portare supporto con la loro presenza all'Eurovision Song a programmi che possano aiutare le persone con problemi mentali.

## Tracce
1. Aina mun pitää – 1:25
2. Diagnoosivammainen – 1:28
3. Sofianlehto – 1:08

## Classifiche
| Classifica (2015)    | Posizione massima |
| -------------------- | ----------------- |
| Finlandia            | -                 |
| Finlandia (digitale) | 15                |
| Finlandia (radio)    | 44                |